# کلینت باجاکیان
کلینت باجاکیان ( انگلیسی: Clint Bajakian؛ زادهٔ ۱۹۶۲) آهنگساز بازی ویدیویی و موسیقی‌دان ارمنی‌تبار اهل ایالات متحده آمریکا است. وی از سال ۱۹۹۱ میلادی تا کنون فعالیت می‌کند.

## زندگی‌نامه
در ۱۹۶۲ در برین مار، پنسیلوانیا به دنیا آمد و از دانشگاه میشیگان فارغ‌التحصیل شد.  وی عضو فرهنگستان هنر و علوم تعاملی می‌باشد.

## گزیده آثار
- آنچارتد: اقبال دریک (۲۰۰۷)
- آنچارتد ۲: درمیان دزدان (۲۰۰۹)
- خدای جنگ ۳ (۲۰۱۰)
- آنچارتد ۳: فریب دریک (۲۰۱۱)
- آنچارتد: ژرفای طلایی (۲۰۱۱/۲۰۱۲)
- دنیای وارکرفت: جنگ سالاران درینور (۲۰۱۴)